# إشتفان فيرينتزي
إشتفان فيرينتزي (بالمجرية: Ferenczi István) هو لاعب كرة قدم مجري في مركز الهجوم، ولد في 14 سبتمبر 1977 في جيور في المجر. شارك مع منتخب المجر تحت 19 سنة لكرة القدم ومنتخب المجر تحت 21 سنة لكرة القدم ومنتخب المجر لكرة القدم. أما مع النوادي، فقد لعب مع تشايكور ريزه سبور وزالايغيرزيغي تورنا إغيليت وغيور تورنا أوزتالي وليفسكي صوفيا ونادي أوسنابروك ونادي بارنسلي ونادي بودابست ونادي دبرتسني ونادي فاساس ونادي فيرينتسفاروشي.

## وصلات خارجية
- إشتفان فيرينتزي على موقع اتحاد المجر (الهنغارية)
- إشتفان فيرينتزي على موقع قاعدة بيانات كرة القدم.إي يو (الإنجليزية)
- إشتفان فيرينتزي على موقع ناشيونال فوتبول تيمز (الإنجليزية)
- إشتفان فيرينتزي على موقع Soccerbase.com (لاعب) (الإنجليزية)
- إشتفان فيرينتزي على موقع عالم كرة القدم.نت (الإنجليزية)